# 非银行支付机构网络支付业务管理办法
《非银行支付机构网络支付业务管理办法》是中华人民共和国中国人民银行颁布的有关非银行支付机构网络支付业务管理的部门规章，于2015年12月28日出台，自2016年7月1日起施行。根据《办法》，在中华人民共和国大陆地区注册的非银行支付机构（例如支付宝和微信支付）对客户实行实名制管理以及对其账户进行相应风险限制，所有用户需要实名登记才能使用网络支付业务，因此该政策被媒体解读为网络支付实名制。

## 办法出台背景和历史
在2015年前三季度，中国大陆的非银行支付机构累计处理网络支付业务562.50亿笔，金额32.97万亿元（人民币，下同），较2014年同比分别增长128.95%和98.80%。但是，网络支付业务也面临不少问题和风险，例如因客户身份识别机制不够完善所带来的欺诈、套现、洗钱等风险、资金流动性管理压力和跨市场交易风险，以及存在夸大宣传、虚假承诺、消费者维权难等问题。为此，中国人民银行从2010年开始，为了“规范网络支付业务，防范支付风险，保护客户合法权益，同时促进支付服务创新和支付市场健康发展，进一步发挥网络支付对互联网金融的基础作用”，开始启动网络支付发展与规范相关研究工作。
2015年7月31日，中国人民银行发布《非银行支付机构网络支付业务管理办法》征求意见稿，向社会公开征求意见。同年12月28日，人民银行发布〔2015〕第43号公告，公告称《非银行支付机构网络支付业务管理办法》于当日发布，自2016年7月1日起施行。

## 内容
《非银行支付机构网络支付业务管理办法》属于《关于促进互联网金融健康发展的指导意见》的配套制度，共7章46條。《办法》对非银行支付机构网络支付业务的分类监管机制、身份识别机制、对客户权益的保护，在客户资金安全、信息安全、自主选择权、知情权等方面提出了规定。同时，对于权责关系相对较为复杂的银行卡快捷支付业务，《办法》还明确了业务授权等相关要求。
此外，《办法》对支付机构实施分类管理。其中评为“A”类，且II类、III类支付账户实名比例超过95%的支付机构，可适度提高交易限额。未采用数字证书或电子签名时，达到实名制管理要求的支付账户余额付款单日限额可以提高至1万元；而评为“B”类，且II类、III类支付账户实名比例超过90%的支付机构，未采用数字证书或电子签名时，达到实名制管理要求的支付账户余额付款单日限额可以提高至7500元。

## 网络支付实名制
根据《非银行支付机构网络支付业务管理办法》的规定，非银行支付机构网络支付业务实行实名制管理，用户需要实名登记才能使用网络支付业务（包括虚拟红包）。个人用户实名登记可用的证件包括居民身份证（在中国境内已登记常住户口的中国公民）、户口簿（未满十六周岁可选择此项）、港澳居民来往内地通行证（回乡证，香港、澳门特别行政区居民）、台湾居民来往大陆通行证（台湾地区居民）、中国护照（定居国外的中国公民）、外国护照和外国人永久居留证（外籍人士）等。《办法》还规定，非银行支付机构网络支付业务实行个人支付账户分类制，根据客户身份验证情况将个人网络支付账户分为三类，具体分类如下：
| 账户类别 | 可用的付款功能                               | 余额付款限额           | 身份核验要求                    |
| -------- | -------------------------------------------- | ---------------------- | ------------------------------- |
| I类      | 消费、转账（以小额、临时支付为主）           | 自账户开立起累计1000元 | 1个外部渠道验证                 |
| II类     | 消费、转账（以购物、转账、缴水电气费等为主） | 年累计10万元           | 3个外部渠道验证或面对面验证身份 |
| III类    | 消费、转账、投资理财（允许购买理财产品）     | 年累计50万元           | 5个外部渠道验证或面对面验证身份 |

### 实施情况
在《办法》实施之前，一些主流网络支付平台开始用户实名制认证的引导工作，系统通过短信、应用程序消息提醒、操作页面提示等方式引导身份信息不够完整的用户来补全和完善个人身份信息以完成实名认证。一般而言，网络支付实名的方法相对容易，用户填写好身份证件信息、上传身份证件正反面照，确认并通过审核后即可完成认证，也有一些平台可以通过绑定银行卡、填写问卷的形式以完成实名认证。若用户未完成实名认证，则账户不能使用所有的支付功能。

## 相关争议

### 征求意见稿出台后的争议
在《办法》征求意见稿出台后，不少媒体报道称，网购将实施每天消费限额5000元的政策。对此，央行7月31日表示，网购限额5000元系误读，单日支付限额仅规范支付账户的余额付款，但其他支付方式不受限制（如：绑定的借记卡活期账户、信用卡账户）。另外，有网友认为，《办法》会令网购支付变得不方便、给转账带来麻烦，同时对金融创新可能受到阻碍。
而在正式出台的版本中，规定了综合评级较高且实名制落实较好的支付机构，最高可提升到现有额度的2倍，即单日限额可达到1万元。

### 境外用户的实名制
根据《办法》的规定，所有网络支付用户都要实名登记。尽管《办法》有规定定居境外的用户可以使用护照实名登记，但事实上，境外用户相较国内用户而言，在身份验证上略显繁琐，尤其是需要绑定国内银行卡，这给部分境外用户造成一定的难度，引发境外用户的極大迴響。不过《办法》只适用于人民币钱包，但对于在当地开设外币钱包服务的用户，则不受影响。
在《办法》实施前，支付宝已经将5月20日作为实名「死線」，用户需要有效身份证件及用戶本人的中国大陆銀行賬戶才能完成实名认证，未完成实名登记的，帳戶內的餘額則會被凍結，一些香港用户因此被受牽連。为此，香港工聯會議員王國興及鄧家彪于5月27日向消費者委員會反映，要求改善對支付系統及跨境網絡服務的監管與跨境合作機制。
之后支付寶设立了10日的“寬限期”，即海外用戶若帳戶被凍結，可致電支付寶客戶服務中心登記資料，獲得10日期暫時恢復功能，供用戶轉走餘額。此前还傳出實名制「無限期押後」，但尚未得到證實。而支付宝母公司螞蟻金服曾表示，正為海外用戶加緊開發更便捷的支付方式，同时正尝试取得香港、韓國和印度等亞太市場的營業牌照，还正計劃向中国監管部門申請延遲實施「網絡支付戶口實名制」。对于使用其他方式支付的淘宝用户，则不受影响。
对于微信支付而言，不论是中国內地版與海外版，微信支付用戶最终均須實名登記（目前微信支付可以使用国外信用卡实名登记，暂无身份证件实名登记）。但會否將餘額凍結、有否其他過渡安排等，则有待騰訊公司的进一步公布。
2018年1月起，微信支付宣布允许用户使用境外发行的万事达、Visa和JCB信用卡绑定并激活微信支付账户，但可用的场景有限，且仅有较少部分公司被允许处理国际信用卡。而随着新冠疫情流行期间跨境旅行受到限制，此类举措有所减少。2023年全球恢复正常跨境往来后，相关计划重新启动。2023年7月起，腾讯将陆续开放微信支付商户网络给Visa等国际卡组织，方便境外用户在中国内地以信用卡和借记卡绑定微信支付。另外支付宝也宣布，自2022年起进一步升级境外用户服务方案。境外用户通过蚂蚁集团提供的Alipay+跨境支付和技术解决方案，前往中国内地的旅客可通过下载支付宝，完成身份认证并绑定指定渠道境外银行卡即可在中国内地扫码支付。

## 相关违规事件
2016年7月10日，北京盈科（上海）律师事务所专业律师王豫甲举报微信支付存在实名违规行为，并向央行和中国支付清算协会提交了书面行政举报书。举报书中称，他在使用时发现微信支付根本没有落实法律规定和监管规定，已经涉嫌违法违规，此外开通微信支付不需要实名注册。7月14日，央行表示，将对收到的支付结算违法行为举报进行调查核实。而在7月15日，微信对支付系统进行了升级，升级结束后，未实名账户仍可收发红包，但在首次收钱时会收到微信支付服务协议要求确认。在收取红包后，系统会提示用户尽快完成实名，但忽略该提示后仍可继续非实名收取红包及进行转账，不会受到系统拦截。2016年11月17日，王豫甲收到支付结算违法违规行为举报中心的回复，称举报中心对其所举报事项进行核查，确认财付通公司存在部分支付账户未实名认证、举报所涉及的支付账户超限额交易、采用一种要素进行验证的交易，单个账户单日累积交易金额超过1000元等3个违规行为。中国支付清算协会根据《支付结算守法守规协议书》对财付通公司采取扣缴合规保证金的自律措施，并于2017年3月对王豫甲予以3000元奖励。
2017年4月21日，支付宝因未严格落实《非银行支付机构网络支付业务管理办法》相关规定，被中国人民银行上海分行处以3万元罚款，并被要求限期改正；而财付通于5月3日也以同样的原因，被中国人民银行深圳市中心支行处罚3万元。尽管央行两家分支机构均未披露支付宝和财付通的具体违规情形，但从两家机构对此事的回应声明来看，可能与实名制落实要求有关。

## 相关链接
- 网联

- 第三方支付